# Олаф Акрел
Олаф Акрел (швед. Olof af Acrel; Остеракер 26. новембар 1717 - Стокхолм 28. мај 1806) познат пре његове оплемењености у 1780. години као Олаф Акрел, био је хирург и лекар и Стокхолма, усавршио је своје знање на студијама у иностранству и увео много побољшања у шведској пракси.
Олаф Акрел је рођен у Остеракеру, био је брат мисионара Израела Акрелијса. Након похађања Универзитета у Упсалију, затим је радио 2 године као хирург у Стокхолму. Од 1740. године, он је неколико година провео у Немачкој и Француској студирајући на Универзитету у Гетингену. 1743 за време рата за аустријско наслеђе, именован је за вршиоца дужности главног хирурга у француској болници у Лотербургу. Годину дана касније, град су заузеле Немачке трупе и након затвора, Акрел је враћен у Шведску.
1752, постављен је за главног хирурга новоосноване болнице Серафим у Стокхолму, а 1755 је постао професор хирургије. Награђен је докторатом медицинских наука од стране универзитета Упсала 1760.
1746. је изабран за члана Шведске краљевске академије. Рад Олафа Акрела Kirurgiska handelser (1759) преведена је на немачки и холандски језик. Умро је у Стокхолму.